# Diagnóstico organizacional
O Diagnóstico Organizacional consiste na primeira etapa de um processo de consultoria ou assistência técnica e procura proporcionar à organização as condições necessárias para a melhora do seu desempenho para que atinja níveis bem mais satisfatórios. Portanto, o Diagnóstico nada mais é que um instrumento de coleta de informações da empresa. Além de realizar a análise do ambiente interno e externo da organização, o Diagnóstico pode identificar o perfil dos clientes para a aplicação das suas ferramentas.
Um exemplo de Diagnóstico muito usado atualmente é a AnáliseSwot (S – Força, W – Fraqueza, O – Oportunidade, T – Ameaça). Essa ferramenta é utilizada para fazer a análise interna e externa da organização. Internamente ela verifica os pontos fortes a serem aprimorados e pontos fracos a serem melhorados. Externamente a Análise Swot constata as oportunidades que podem surgir e ameaças que podem ser evitadas. Thiollent fala sobre pesquisa-ação, a qual atua como uma forma de Diagnóstico Organizacional. Essa pesquisa tem como intuito a análise social baseada numa ação ou como uma resolução de um problema coletivo onde os pesquisadores e participantes estão mutuamente envolvidos de modo cooperativo ou participativo.
De acordo com Crocco e Guttmann (2005, p.7), a consultoria é definida como um serviço prestado por uma pessoa ou um grupo de pessoas com qualificação e independência com o intuito de identificar problemas e investigar as características que levaram a ocorrer tais problemas.  Estes são ligados à política e à própria organização, além de visualizar procedimentos e métodos aplicados.
No contexto de organização, o processo do Diagnóstico Organizacional possui benefícios que são de grande valia, como a análise dos setores onde encontra-se carência de incentivo em pesquisas, recursos de aprimoramento e até nas características da própria marca da empresa. Tais características colaboram na identificação das variáveis formas existentes na análise organizacional.